# Битольская духовная семинария
Би́тольская духо́вная семина́рия свято́го Иоа́нна Богосло́ва (серб. Битољска богословија св. Јована Богослова) — духовная семинария Сербской православной церкви, существовавшая в Битоле в 1922—1941 годах.
Основана епископом Битольским Иосифом (Цвийовичем) в 1922 году для подготовки священно- и церковнослужителей из македонцев.

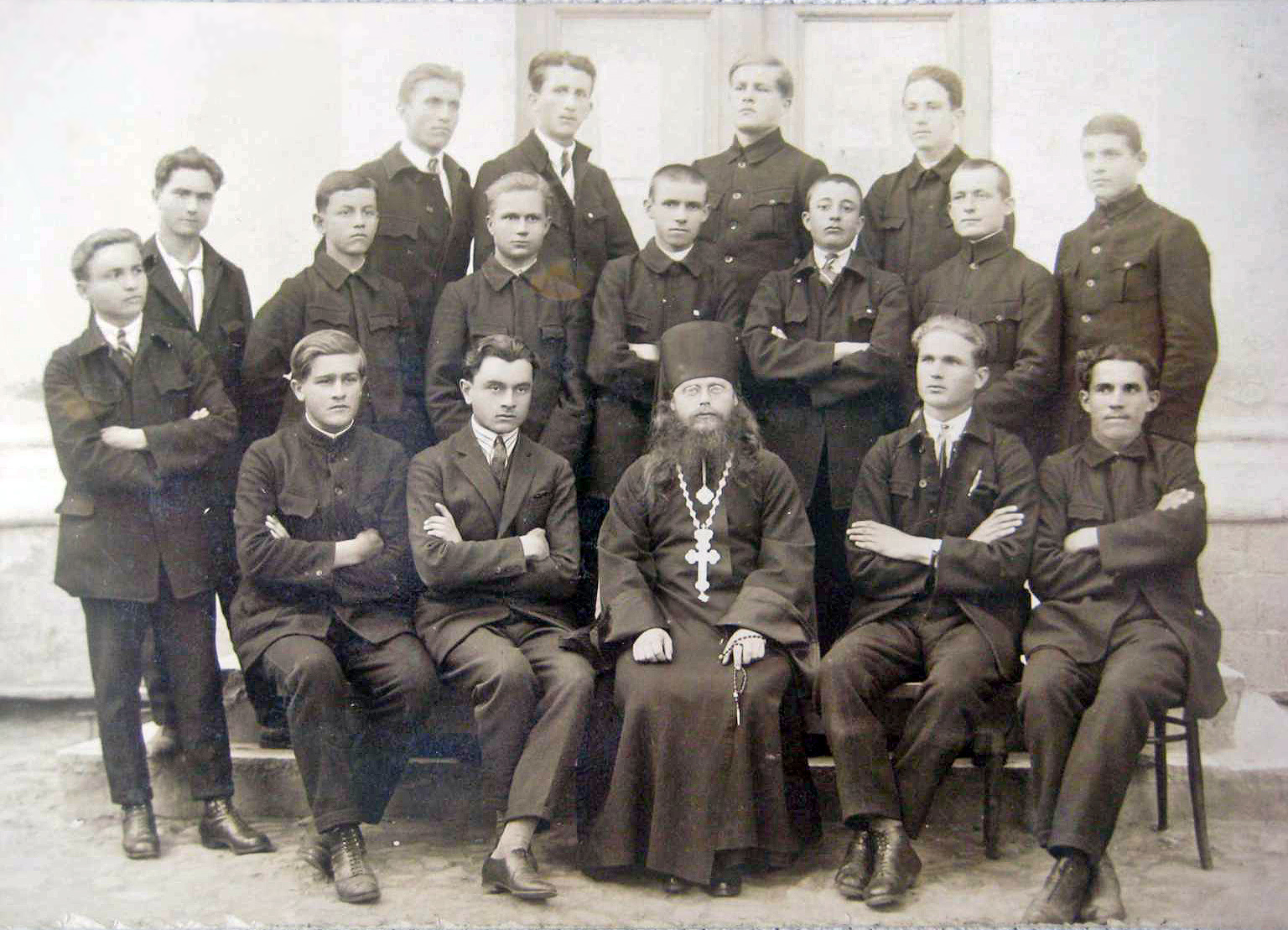
Студенты Битолькой духовной семинарии. В центре архимандрит Николай (Карпов)

Здесь преподавали Иоанн (Максимович), Киприан (Керн), Иустин (Попович), Николай (Карпов), Григорий (Удицкий) и др.
В начале апреля 1941 года из-за нападения нацистской Германии на Югославию занятия в Битольской Духовной семинарии прекратились. 10 апреля здание семинарии заняла немецкая часть, потом немецкий военный госпиталь и, наконец, болгарская полиция. В середине мая 1941 года все преподаватели семинарии уехали из Битоля в Сербию. На момент расформирования в семинарии числились 15 преподавателей и около 400 учащихся.

## Ректоры
- Протоиерей Никола Круль (1920-е)

## Известные выпускники
- архимандрит Василий (Пронин)
- епископ Лонгин (Томич)
- епископ Мефодий (Муждека)
- Михаил (Гогов), предстоятель неканонической МПЦ
- епископ Иоанн (Велимирович)
- Мефодий (Попоский), митрополит неканонической МПЦ